# Chrysophyllum wilsonii
Chrysophyllum wilsonii là một loài thực vật có hoa trong họ Hồng xiêm. Loài này được T.D.Penn. mô tả khoa học đầu tiên năm 2006.